# Веста Сенная
Сенная Веста Олександрівна (нар. 28 лютого 1989, Кременчук, Полтавська область, Українська РСР, СРСР) — українська модель, актриса кіно та серіалів. Виграла титул Playmate of the Month журналу «Playboy», фіналістка конкурсу Міс Україна, обличчя Фабрики Зірок.

## Біографія
В 11 років випадково потрапила на кастинг до модельної школи. Агенція зацікавилась Вестою та запропонувала її батькам укласти модельний контракт. 
Після довгих роздумів батьки погодились на умовляння дівчини, і вона отримала свою першу офіційну роботу .

## Діяльність
Починаючи з 2001 року Веста знялась для рекламних роликів таких компаній, як «Pepsi», «Pantene Pro-V», 
«Coca-cola», піжами німецької компанії «Рута», магазин техніки «Фокстрот»,  ТМ «Перша гільдія», отримала контракт на співпрацю від 
стиліста зачісок Сергія Звєрєва .

## Конкурси краси
У 2006 році перемогла на конкурсі Міс Полтавщина, після чого взяла участь у Національному конкурсі Міс Україна - 2006 , де потрапила у фінал.
Цього ж року стала фіналісткою Національного конкурсу Княгиня України.

## Playboy
У 2010 році Веста знялася для обкладинки чоловічого журналу Playboy в Україні .
Пізніше ці фото також потрапили в грудневий Playboy в Македонії
, де Веста отримала титул Playmate of the Month
.
У березні 2011 року ці ж фото було опубліковано в російському  та сербському виданнях журналу Playboy .
В кінці 2011 року вийшов Спецвипуск Playboy Україна — 2011 під назвою "55 кращих зірок Playboy" , де були оголошені 55 кращих обкладинок журналу, куди увійшла обкладинка Вести Сенної .
У січні 2013 року Веста Сенная отримала звання Playmate of the Month по версії журналу Playboy в Словенії .
У листопаді 2013 році фото Вести Сенної були опубліковані на обкладинках Playboy Греція - 2013  та Playboy Франція - 2013.
У 2014 році фото Вести Сенної також опублікувало колекційне американське видання Playboy.

### Телебачення
В 2010 році бере участь у проекті підготовки ведучих «Телеакадемія», заснованому каналом UA: Перший .
Після завершення проекту отримує роботу телеведучої на UA: Перший. Спочатку веде новини, спортивні репортажі, а пізніше власний проект під назвою "Відео ТОП-5".
В цьому ж році знялася для заставки українського музичного шоу Фабрика зірок-3, а наступного року Фабрика зірок-4 на Новому каналі.
З 2011 році стає постійною учасницею українського шоу Хто проти блондинок? на Новому каналі, де бере участь в інтелектуальних змаганнях проти таких зірок, як Кузьма Скрябін, Настя Каменських та ін.
В 2011 брала участь у зйомках обкладинки чоловічого журналу «EGO з російським шоуменом Олександром Ревва.
У 2012 році була обрана Амбассадором італійського бренду шкіряних виробів «Francesco Rogani», а також стала учасницею фотопроекту американської актриси «Грейс Келлі».
У 2013 році французький дизайнер Жак фон Польє запросив Весту Сенную стати обличчям реклами годинника серії «Нефть» Петродворцового часового заводу Ракета .
Згодом вона також рекламувала годинники серії «Балерина» та «Шелк 2609».
В 2014 стала учасницею шоу "Богиня Шопінгу" на каналі ТЕТ.
З 2014 року працює моделлю на Mercedes-Benz Fashion Week Russia.
У 2015 році знялася в головній ролі в кліпі "Meine Liebe " групи ТіК.

## Кар'єра співачки
У 2012 році спільно з українським автором SOE записала 2 сольні пісні «Дим» і «Відпусти мене» .
Пробувалася в оновлений склад гурту ВІА Гра , проте відмовилася від кастингу в проект через поїздку до Грузії.
В 2012 році перемогла на грузинському музичному вокальному конкурсі "Зугдіді-2012" з піснею "Отпусти меня".
В 2013 році Веста Сенная переїхала на постійне місце проживання в Москву та співпрацю з автором призупинила.

## Кар'єра в кіно
Після переїзду в Москву отримала запрошення спробувати себе в кіно .
У 2017 вийшов телесеріал "Така як всі" за участю Вести.
Протягом останніх трьох років грала в серіалі «Слід» .

### Фільмографія
- 2017 - Т / с " Така як всі" – режисер Ігор Мужжухін. В ролях: Ірина Климова, Анфіса Чехова і ін.
- 2017 - Т / с "Молодіжка" – режисер Андрій Головков
- 2018 - Т / с "Сезон дощів " – режисер Всеволод Аравін. В ролях: Тетяна Арнтгольц, Олексій Фатєєв
- 2019 - Т / с "Дві дівиці на мілині" – режисер Костянтин Смирнов. В ролях: Ольга Картункова, Гоша Куценко, Наталія Бочкарьова, Володимир Сичов
- 2018 - Т / С "Від ненависті до любові " [[режисер Улдіс Пуцітіс. В ролях: Марія Куликова, Юлія Такшина.
- 2019 - Т/с "Ворожка"
- 2018 - Т/с "Слід "Вогняна фурія" - засновник Костянтин Ернст.
- 2019 - Т/с "Слід "Пастка для супермена "
- 2020 - Т/с "Ворожка"
- 2020 - Т/с "Слід "Одна мотузка на двох "